# Ryffligässchen

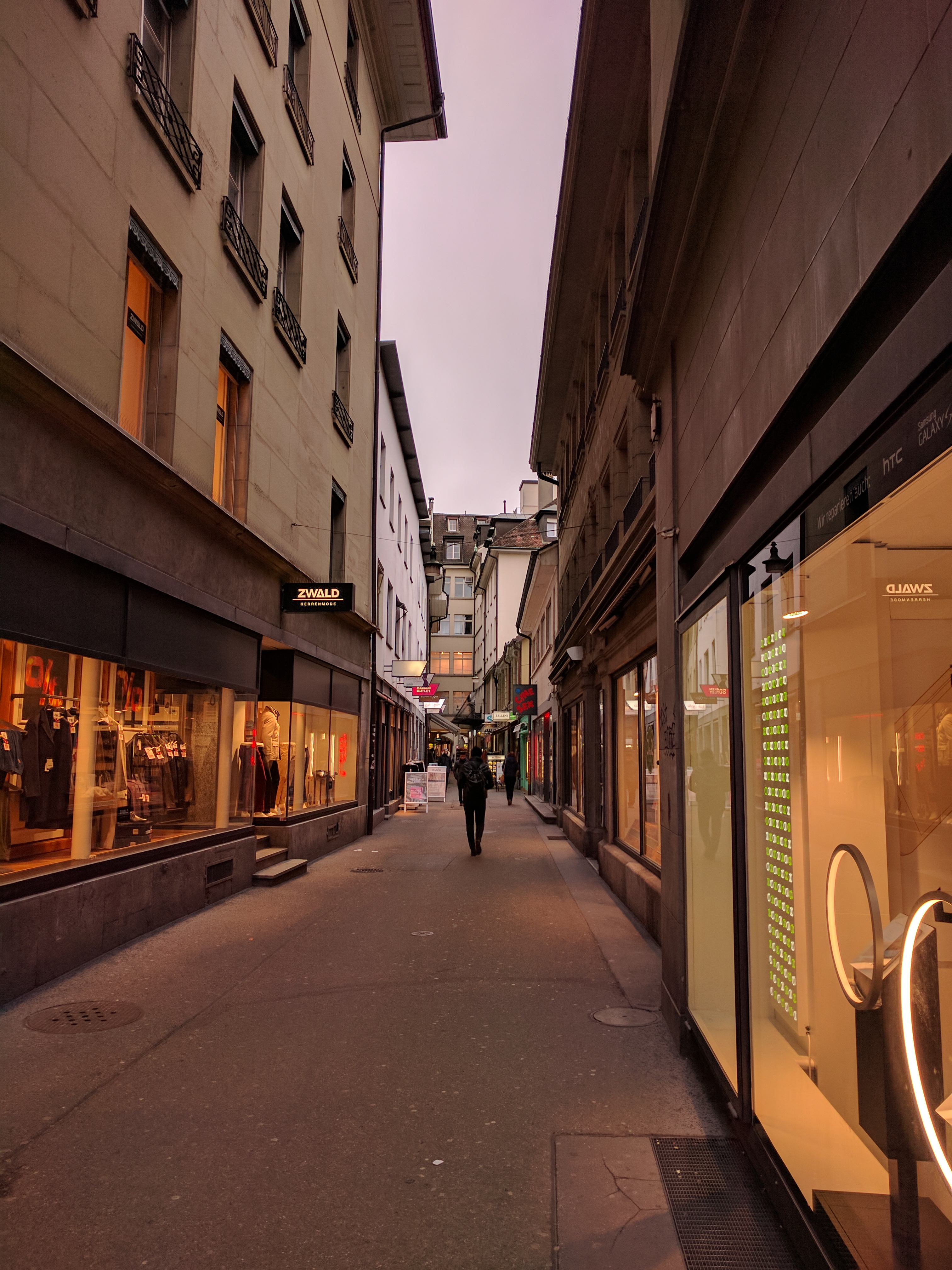
Ryffligässchen (2017)

Das Ryffligässchen ([ˈrifːli]) ist eine in der Stadt Bern (Schweiz) gelegene Gasse.

## Lage
Das Ryffligässchen mündet im Norden in die Aarbergergasse und im Süden in die Spitalgasse. Sie kreuzt sich mit der Neuengasse.

## Geschichte

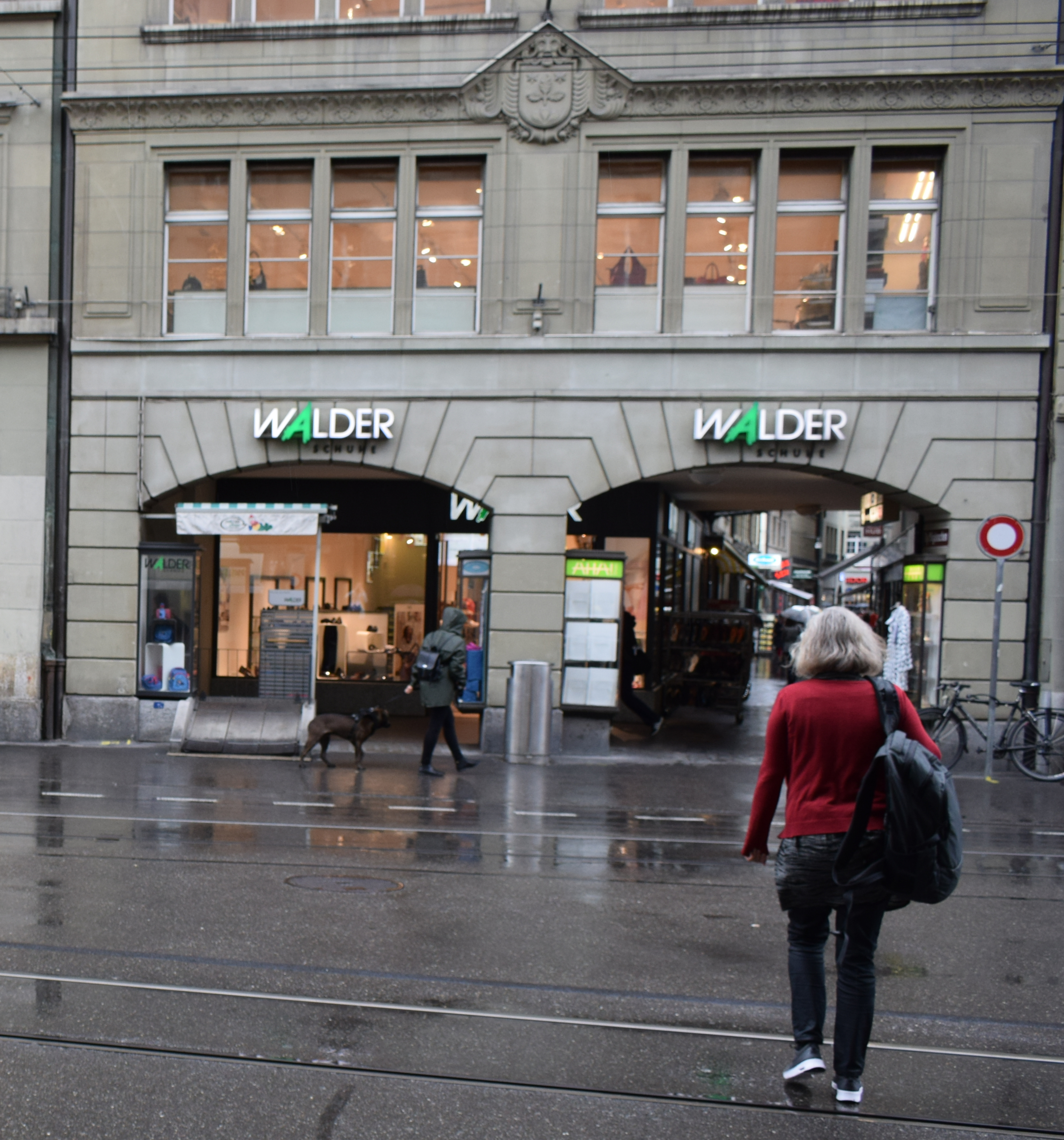
Spitalgasse Nr. 30 mit Zugang zum Ryffligässchen (2017)

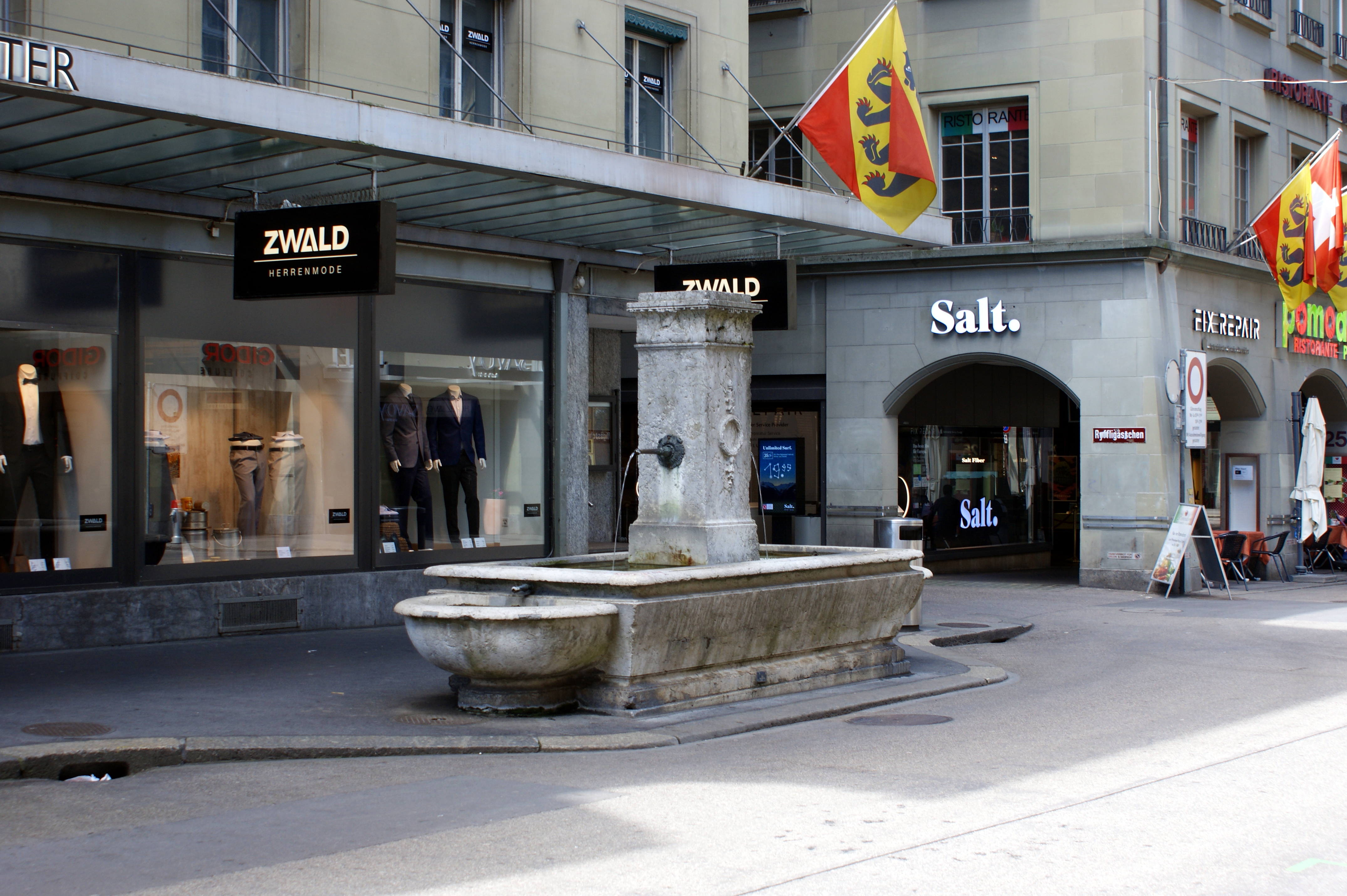
Neuengasse mit Einmündung Ryffligässchen (2018)

Bis ins Jahr 1868 hiess das Ryffligässchen Frauengässli oder abgekürzt Gässli, nach dem städtischen Freudenhaus, das, offiziell Frauenhaus genannt, sich bis gegen das Ende des 16. Jahrhunderts im Haus Nr. 8 befand. Nach dem Amtssitz des Scharfrichters, der sich im 1473 erbauten und 1895 abgebrochenen Eckhaus an der Neuengasse 25 befand, hiess das Ryffligäschen bis ins 19. Jahrhundert auch Nachrichter- oder Henkergässli und auf Französisch Ruelle du Borreau. Ab der Mitte des 19. Jahrhunderts hiess das Ryffligässchen auch Scharfrichtergässchen. In dieser Zeit nannte man den Nordteil auch Neuengassgässchen. Der Name Ryffligässchen, der seit 1882 offiziell ist, bezieht sich auf den Ryfflibrunnen beim Nordende des Gässchens, die nach Howalds Benennungssage von 1848 den Armbrustschützen Ryffli darstellen soll. 1925 wurde der Nordteil des Gässchens asphaltiert, 1945 das Pissoir entfernt und im Zusammenhang mit dem Bau des Kinos «Studio» ins Untergeschoss verlegt.